# アトル・セルバーグ
アトル・セルバーク（Atle Selberg, 1917年6月14日 - 2007年8月6日 ）はノルウェーの数学者。解析的整数論や保型函数における業績で有名、特にそれらをスペクトル理論によって関連付けた。父や兄のHenrik(1904-1993)、Sigmund(1910-1994)も数学者。

## ノルウェー時代
ノルウェーのテレマルク県Langesundに九人兄弟姉妹の末子として生まれる。少年期の逸話として、14歳の時にヨハン・ベルヌーイによる（1697）とされる一公式
{\displaystyle \sum _{n=1}^{\infty }n^{-n}=\int _{0}^{1}x^{-x}dx\quad \quad (=1.291285997...)}
を独力で発見したというものがある。すでに大学入学前には、最初の論文を執筆していた。学生の時分よりラマヌジャンの仕事に影響を受け、其論文をヒントに、自身の告白によれば、二十歳の頃ラーデマッハーとは独立に分割数の解析的表現を発見したという。1943年にオスロ大学よりPh.D.を授かる。
大戦時にはドイツ軍のノルウェー侵攻と戦い何度かの投獄を経験し、占領下の孤立した環境で研究を続けていたため、戦後になってようやく彼の仕事が広く知られるようになった。特にゼータ函数の研究が著しくこの頃の結果として、ゼータ函数の零点は少なくともある割合は臨界線 {\displaystyle Re(s)={\frac {1}{2}}} 上にあることなどを示していた。1947年の論文で現在セルバーグの篩と呼ばれるものを導入し、それまで余り知られていなかった比較的新しいこの分野を広く宣伝することとなった。1948年にはエルデシュと独立に素数定理の初等的証明を発表した。しかし両者は直前まで共に討論共同研究していたこともあり、後に先取権あるいは貢献度に係る様々な噂が飛び交うこととなった。エルデシュと交流があったピーター・フランクルは著書『数学放浪記』の中でセルバーグが不正を行っていたと断言しているが、あくまでもエルデシュの視点が入っていることに注意が必要である。何れにせよこれらの業績に対し、1950年にフィールズ賞を受けた。

## 高等研究所時代
米国に移住後、1950年代にはプリンストン高等研究所に着任し、生涯を此処に勤めた。1950年代にはスペクトル理論の数論への応用に取り組み、特にセルバーグ跡公式を導き、彼の最も有名で後生の研究に影響の大きい仕事となった。これはコンパクトリーマン面のlength spectrumとラプラシアンの固有値との間の双対性を確立するもので、素数とゼータの零点との間の双対性と類似した関係となっている。1986のウルフ賞数学部門を受賞した。
セルバーグはフィールズ賞及びウルフ賞の他に多くの殊勲を受け、Norwegian Academy of Sciences、the Royal Danish Academy of Sciences並びにthe American Academy of Arts and Sciencesにも選ばれた。
Ingrid 及び Lars の二子がおり、Ingrid Selberg は劇作家のMustapha Maturaと結婚した。
2007年8月6日、ニュージャージー州プリンストンの自宅で心不全のため90歳で死去した。

## 論文及び全集
- Contributions to the theory of Dirichlet's L functions 1947
- On an elementary method in the theory of primes 1947
- Contributions to the theory of the Riemann zeta function 1946
- On the remainder in the formula for N(T), the number of zeros of ζ (s) in the strip O[t[T  - Oslo, 1944
- On the normal density of primes in small intervals, and the difference between consecutive primes - Oslo, 1944
- On the zeros of Riemann's zeta function 1943
- On the zeros of the Zetafunction of Riemann 1943
- On the zeros of Riemann's zeta function on the critical line 1942
- Über ganzwertige ganze transzendente Funktionen 1941
- Über einen Satz von A. Gelfond 1941
- Über ganzwertige ganze transzendente Funktionen 1941
- Beweis eines Darstellungssatzes aus der Theorie der ganzen Modulformen 1941
- Über die Fourierkoeffizienten elliptischer Modulformen negativer Dimension 1939
- Über einige arithmetische Identitäten 1936
- Atle Selberg Collected Papers: 1 (Springer-Verlag, Heidelberg), ISBN 0-387-18389-2
- Collected Papers (Springer-Verlag, Heidelberg Mai 1998), ISBN 3-540-50626-8

## ノート
1. ↑  “Atle Selberg, 90, Lauded Mathematician, Dies”. New York Times. (2007年8月17日)